# ليونور واتلنغ
ليونور إليزابيث سيبالوس واتلنغ (بالإسبانية: Leonor Elizabeth Ceballos Watling)‏ وهي ممثلة و مغنية إسبانية ولدت في يوم 28 يوليو 1975 في مدينة مدريد عاصمة إسبانيا.

## بداية حياتها
ولدت واتلنغ في مدريد لأب إسباني من قادش وأم إنجليزية، لها شقيقان وشقيقة واحدة، تتكلم واتلنغ باللغة الإسبانية مع أشقائها وبالإنجليزية مع شقيقتها، وقد توفي والدها وهي بعمر ال17 سنة. أثناء صغرها عاشت في لندن وتعلمت هناك الرقص الكلاسيكي إلا أنها أصيبت في إحدى المرات مما أدى لتركها للرقص.

## مشوارها الفني
بدأت بالتمثيل في المسرحيات وهي بعمر ال15 سنة وكانت مسرحية Jardines colgantes لبابلو يوركا أول مسرحية لها، بعد ذلك إنتقلت للتمثيل إلى المسلسلات التلفزيونية ومنها مسلسل Hermanos de leche و Farmacia de guardia و Querido maestro، إلا أن أبرز نجاحاتها كان في مسلسل Raquel busca su sitio كايتانا غيان كيرفو في سنة 2000. في سنة 1998 ترشحت لنيل جائزة جويا لدورها في مسلسل La hora de los valientes والذي ترشح لنيل جائزة أفضل مسلسل تلفزيوني أوروبي في سنة 1999. في سنة 2000 ترشحت مرة أخرى لنيل جائزة غويا لدورها في مسلسل A mi madre le gustan las mujeres.
على صعيد الأفلام مثلت واتلنغ دور ريد بوكت في فيلم الرسوم المتحركة Hoodwinked! في سنة 2005 في الدبلجة الإسبانية، وفي سنة 2008 مثلت في الفيلم البريطاني الإسباني قتلة أوكسفورد بجانب إليجاه وود وجون هرت. وفي سنة 2006 مثلت في فيلم باريس - أحبك.
إشتركت واتلنغ أيضاً في الغناء مع فرقة مارلانغو الإسبانية وألتي غالباً ما تغني باللغة الإنجليزية.

## الحياة الشخصية
إرتبطت واتلنغ مع الموسيقي الأورغواياني خورخيه دريكسلر الفائز بجائزة أوسكار، ولها ولد منه إسمه لوكا الذي ولد في سنة 2009 وفتاة إسمها ليا ولدت في سنة 2011.
واتلنغ أيضاً هي من المعجبات بكل من توم وايتس وسوزان فيغا وراديوهيد وإيريك ساتيه.

## الأفلام
- صوت البحر (2001) بدور مارتينا
- الحديث معها (2002) بدور أليسيا
- التربية السيئة (2004) بدور مونيكا
- القائم (2016)

## روابط خارجية
- ليونور واتلنغ على موقع IMDb (الإنجليزية)
- ليونور واتلنغ على موقع قاعدة بيانات الأفلام العربية
- ليونور واتلنغ على موقع ألو سيني (الفرنسية)
- ليونور واتلنغ على موقع ميوزك برينز (الإنجليزية)
- ليونور واتلنغ على موقع أول موفي (الإنجليزية)
- ليونور واتلنغ على موقع قاعدة بيانات الأفلام السويدية (السويدية)
- ليونور واتلنغ على موقع ديسكوغز (الإنجليزية)
- ليونور واتلنغ على موقع قاعدة بيانات الفيلم (الإنجليزية)
- ليونور واتلنغ على موقع كينوبويسك (الروسية)